# Adolf Ulrik Wertmüller

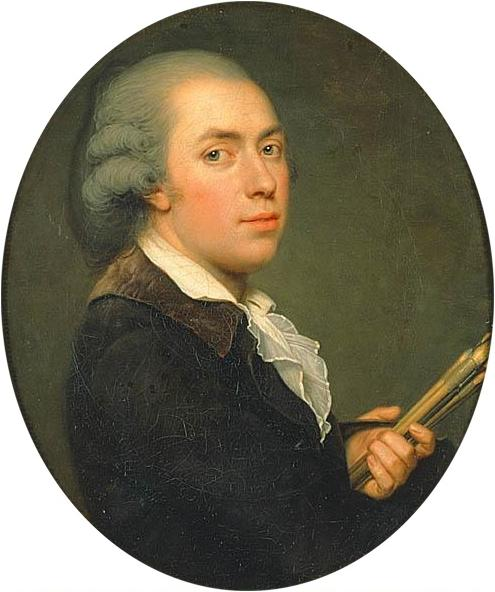
Selbstporträt Wertmüllers

Adolf Ulrik Wertmüller (geboren am 18. Februar 1751 in Stockholm; gestorben am 5. August 1811 Wilmington, Delaware) war ein schwedischer Maler, der in die Vereinigten Staaten auswanderte und unter anderem ein Porträt des ersten Präsidenten George Washington fertigte.

## Leben
Wertmüller war ein Sohn von Johan Ulrik Wertmüller und dessen Frau Maria. Er begann zunächst von 1765 bis 1771 Bildhauerei bei Pierre Hubert L’Archevêque an der Kungliga Konsthögskolan Stockholm zu studieren, wandte sich dann jedoch der Malerei zu. Im Alter von 21 Jahren kam er 1772 von Stockholm nach Paris, wo er ein Jahr an der Schule Joseph-Marie Viens, und zwei weitere Jahre an der Akademie der bildenden Künste bei Lorenz Pasch und seinem Verwandten Alexander Roslin studierte. Anschließend folgte er 1775 Vien an die Französische Akademie in Rom. Dort fertigte er Bilder von Ruinen, antiken Statuen oder Reliefs an, zeichnete jedoch auch nach lebenden Modellen. Bis zum Herbst 1779 blieb er in Rom, wohnte dann kurzzeitig in Lyon und kehrte im Mai 1780 nach Paris zurück.
Zu seinen Werken zählen Aktgemälde der „Ariadne am Strand von Naxos“ aus dem Jahr 1783 oder „Danaë och guldregnet“ (Danaë und der Goldregen) sowie zahlreiche Porträtbilder bekannter Persönlichkeiten, die sich im Nationalmuseum in Stockholm befinden. König Gustaf III. von Schweden ernannte ihn zu seinem ersten Hofmaler. Wertmüller wurde Mitglied der Schwedischen und der Französischen Akademie der Künste. Er fertigte ein Gemälde der französischen Königin Marie-Antoinette und ihrer beiden Kinder Marie Thérèse Charlotte und Louis Joseph Xavier François in den Gärten des Petit Trianon an. Das Gemälde wurde 1785 im Pariser Salon ausgestellt, erhielt jedoch wenig Anerkennung. Die Königin selbst mochte es nicht.
Im Jahr 1788 ging Wertmüller nach Bordeaux und nach dem Ausbruch der Revolution zog er 1790 weiter über Madrid nach Cádiz 1791 und schiffte sich schließlich 1794 auf einer schwedischen Brigg nach Amerika ein. Er ließ sich in Philadelphia nieder, wo er eine Reihe von Porträts malte, darunter mehrere von George Washington. 1796 kehrte er nach Paris zurück, um seine persönlichen und finanziellen Angelegenheiten zu regeln. 1797 unternahm er eine Geschäftsreise nach Stockholm und verlor seine gesamten Ersparnisse beim Konkurs eines Schwagers N. Paulis. Er fertigte einige Porträts und lehnte eine Professur an der Königlichen Akademie ab, da er nach Nordamerika zurückkehren wollte. 1800 kam er erneut nach Philadelphia und brachte eine Sammlung seiner Arbeiten mit. Wertmüller heiratete Elisabet (Betsey) Henderson, eine Enkelin des schwedischen Malers Gustav Hesselius, und wurde 1802 amerikanischer Staatsbürger. Er wurde Farmer in Delaware, da sein Augenlicht nachgelassen hatte und er nicht mehr malen konnte. Er verbrachte dort auf der Farm seine letzten Jahre. Hier gab er zudem das Journal de la Terre situé à Naaman’s Creek (Wertmüller’s Diary of Naaman’s Creek, 1803–1811) heraus, in dem er ausführlich über das bäuerliche Leben berichtete. Seine Gemälde stellte er in den Räumen der Farm aus und verlangte teilweise Eintritt, wie für das Gemälde Danaë. Dieses Bild schockierte später viele Betrachter, als es öffentlich ausgestellt wurde.

## Werke (Auswahl)
Wertmüllers Stil zeichnet sich durch nüchterne Darstellung aus und repräsentiert den Übergang vom Rokoko zum Klassizismus. Seine weiblichen Figuren (wie Ariadne und Danae) sind sorgfältig modelliert, seine Porträts ausdrucksvoll. Er fertigte auch Miniaturbilder. Teile seines Nachlasses wie Briefe und Tagebücher befinden sich in der Königlichen Bibliothek und im Museum in Stockholm. Weitere Werke Wertmüllers befinden sich in unterschiedlichen Museen, unter anderem im Museo del Prado in Madrid, im Königlichen Museum der Schönen Künste in Antwerpen, oder in den Vereinigten Staaten in der National Gallery of Art in Washington, D.C., im Metropolitan Museum of Art in New York und im Museum of Fine Arts in Boston.

Porträts
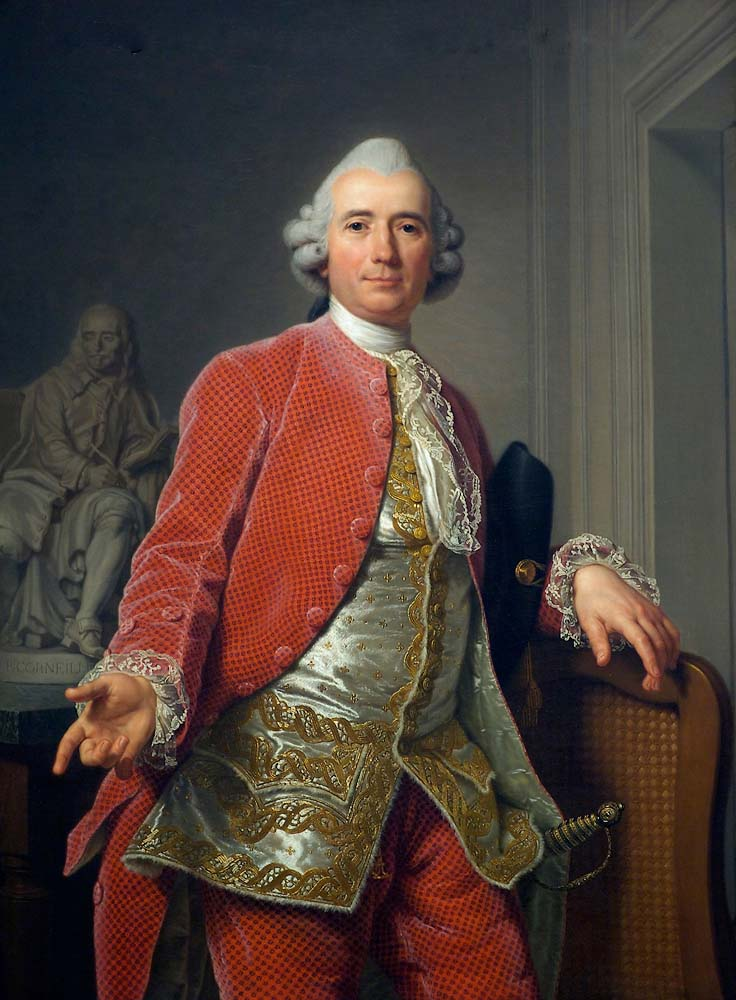
Jean-Jacques Caffieri 1784
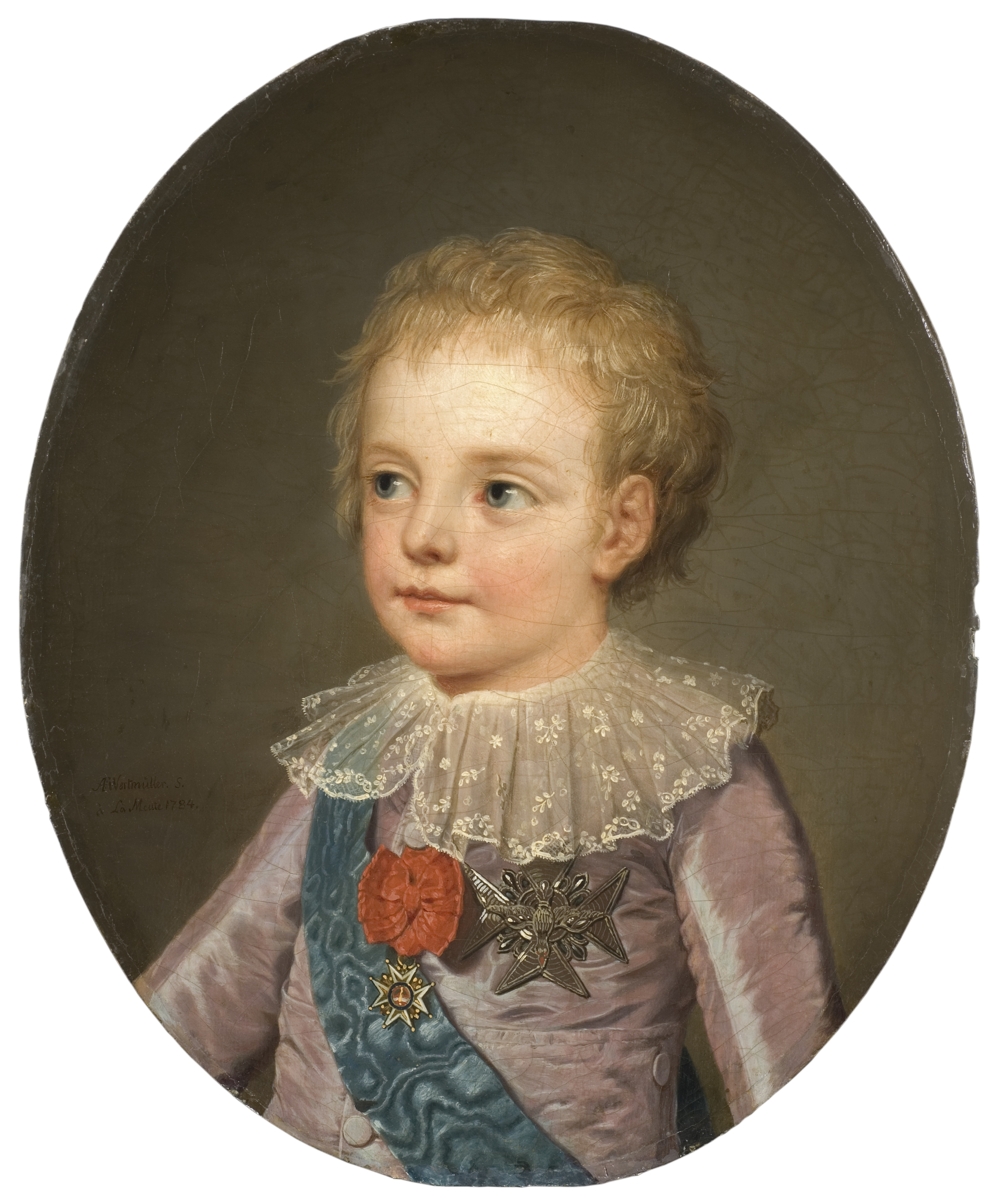
Louis-Joseph-Xavier-François 1784
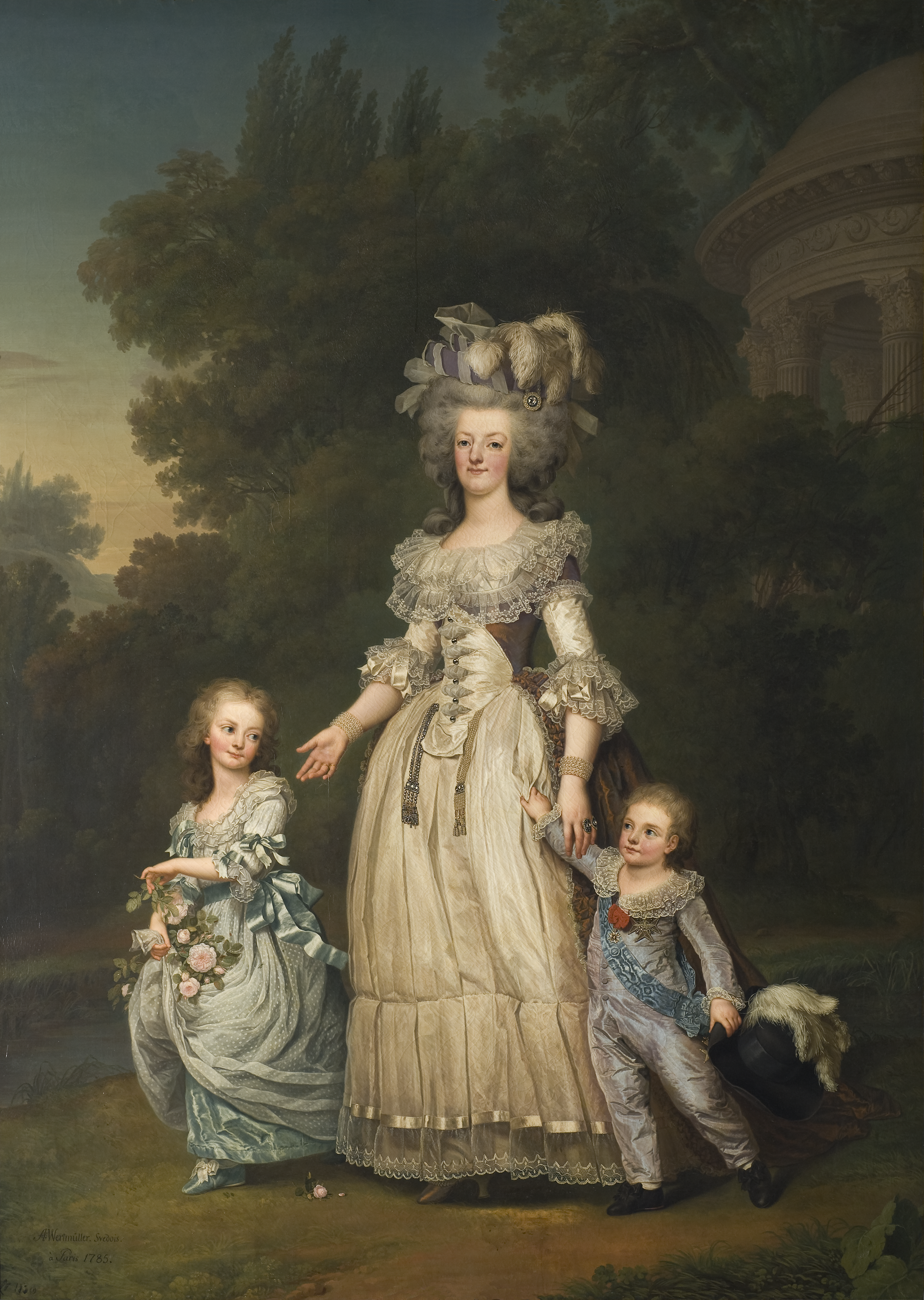
Marie-Antoinette und ihre Kinder 1785
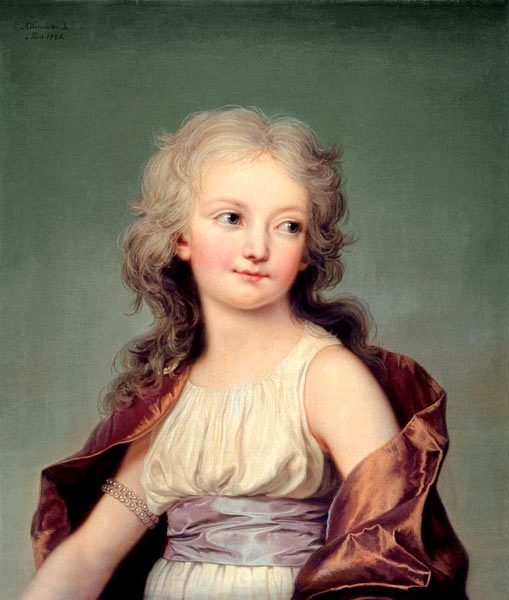
Marie Thérèse (Madame Royale) 1786
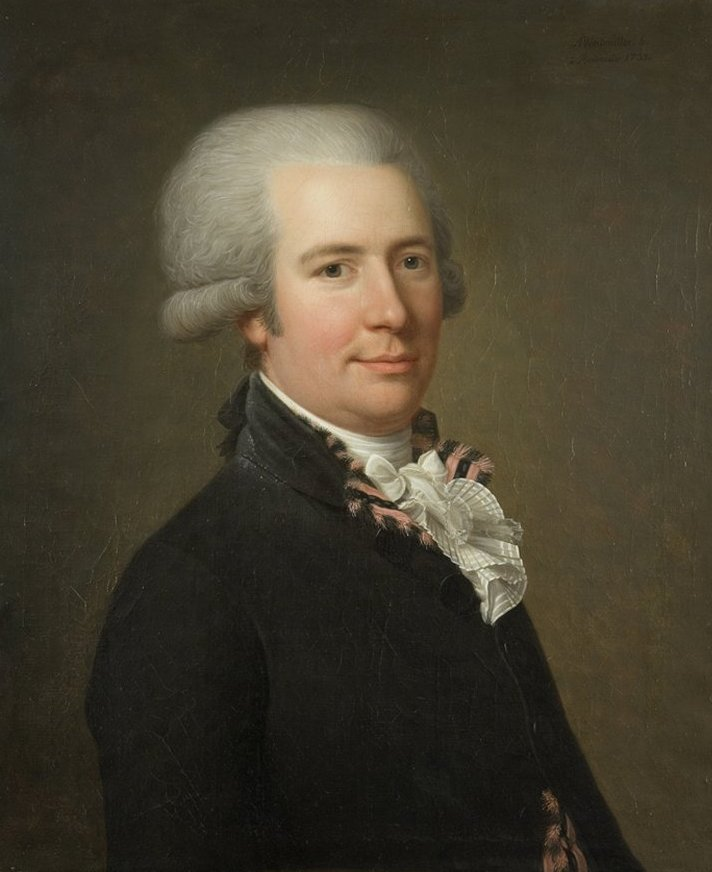
John Mac Carthy 1789
George Washington 1795
Lars Grandel (Medaillengraveur)

Mythologische Aktbilder
Ariadne liegt am Strand von Naxos
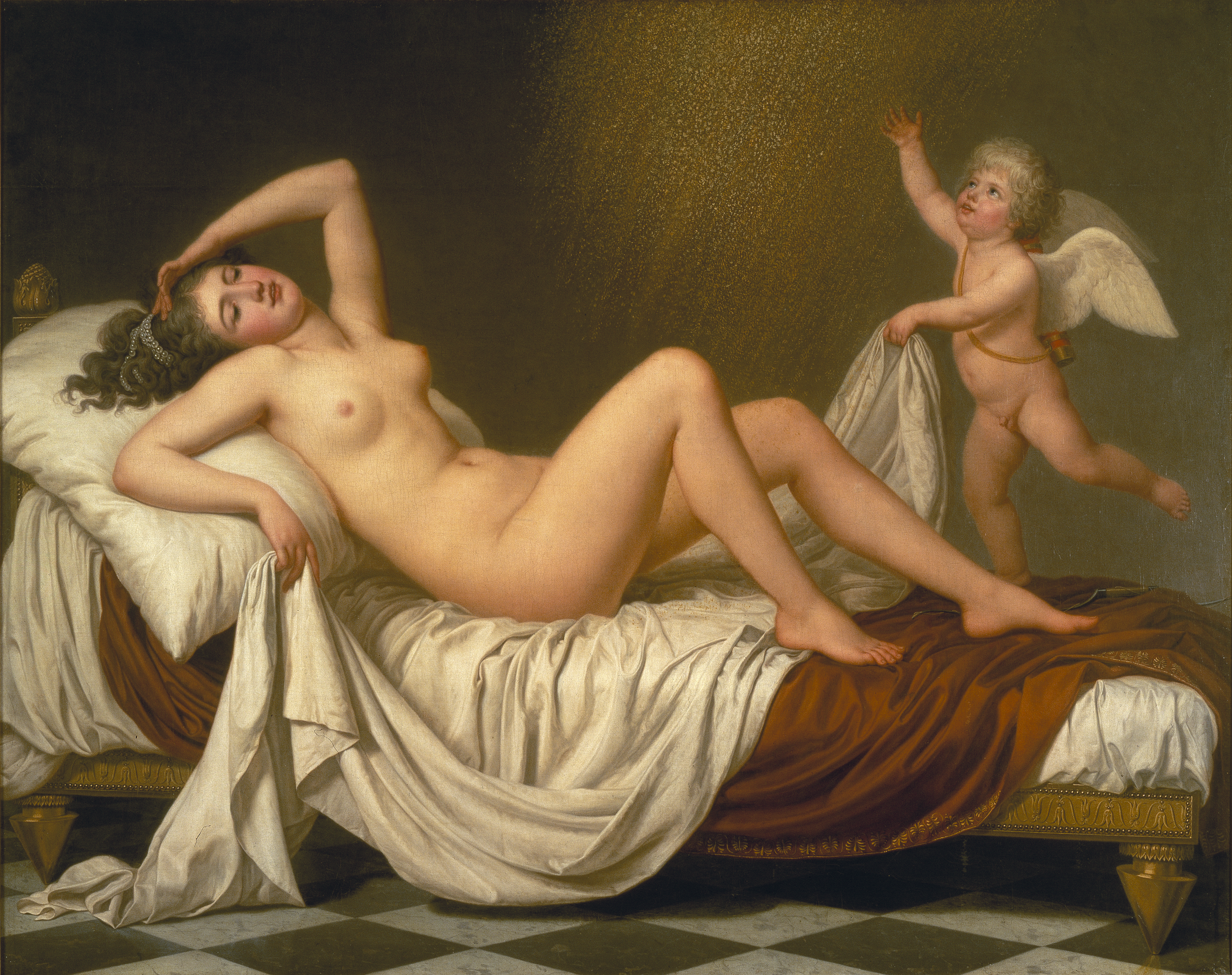
Danaë und der Goldregen